# Belvedere (Wodka)
Belvedere ist eine polnische Wodkamarke, die seit 2005 zum multinationalen Luxusgüterkonglomerat Moët Hennessy Louis Vuitton gehört. Namensgeber ist der Warschauer Belvedere-Palast, der Vorbild für den Stil des Landsitzes unzähliger polnischer Adliger war und heute Residenz des polnischen Staatspräsidenten ist.

## Geschichte
1910 wurde die Brennerei Polmos Żyrardów gegründet, die ihre Produktion auch während der beiden Weltkriege weiterführte. Nach dem Sturz des kommunistischen Regimes 1989 beabsichtigte Polmos Żyrardów dann einen eigenen Markenwodka auf den Markt zu bringen. Namensgeber dieses Wodka war der Belvedere-Palast in Warschau, der unzähligen polnischen Landadligen als Vorbild für ihren Landsitz diente und heute Residenz des polnischen Staatspräsidenten ist.
Noch bis in die 1990er Jahre blieb der Belvedere jedoch eine regionale Spirituose, die im Ausland kaum bekannt war. Erst 1997 änderte sich das, als Edward Jay Phillips aus den Vereinigten Staaten nach Europa reiste, die Distributionsrechte für sein Land erwarb und den US-amerikanischen Wodka-Markt über seine Millennium Import Company mit Belvedere belieferte.
Schließlich erhielt der Belvedere im Jahr 2002 das Interesse des multinationalen Luxuskonglomerats Moët Hennessy, das 2005 die Millennium Import Company, und damit auch die internationalen Vertriebsrechte für die Marke Belvedere, kaufte. Seitdem wird Belvedere in mindestens 100 Ländern mit eigenem Depot verkauft, unter anderem in den Sorten Belvedere Vodka, Belvedere Unfiltered und Belvedere Intense sowie den fruchtigen Abkömmlingen Belvedere Citrus, Orange, Pink Grapefruit, Black Raspberry, Lemon Tea, Bloody Mary und Mango Passion.
Im Dezember 2014 wurde in einer gemeinsamen Presseerklärung mit Albert R. Broccoli’s EON Productions, Metro-Goldwyn-Mayer Studios und Sony Pictures Entertainment bekanntgegeben, dass Belvedere Sponsor für den 24. James-Bond-Film Spectre ist und hierfür zwei limitierte Editionen herausgibt. 2022 posierte Daniel Craig als Testimonial für eine von Juergen Teller fotografierte Werbekampagne.

## Herstellung und Abfüllung

Belvedere Vodka

Der Wodka wird aus polnischem „Dankowskie-Gold“-Roggen aus der Gegend um Żyrardów, Woiwodschaft Masowien, hergestellt und insgesamt viermal destilliert. Das zur Herstellung notwendige Wasser entspringt einem betriebseigenen Artesischen Brunnen. Der Alkoholgehalt beträgt 40 Volumenprozent.
Der Belvedere wird mit Vielfarbetikettierung in Flaschen von 0,7 bis 6 Litern abgefüllt. Dabei verwendet die Firma eine Präsentationstechnik, die aus dem Ausstellungsdesign bekannt ist: Auf der Innenseite findet sich ein Diorama, durch das sich die Silhouette des Belvedere-Palastes erkennen lässt. Durch die richtige Veränderung des Maßstabs vom Vorder- zum Hintergrund der Flasche kann eine fast perfekte Illusion von räumlicher Tiefe und Wirklichkeitsnähe erreicht werden – eine Art dreidimensionaler Trompe-l’œil-Malerei, die den Betrachter einem Riesen gleich auf den Palast blicken lässt.

## Auszeichnungen
Seit 2009 erhielt der Belvedere über 45 Medaillen, „Master Awards“ und Trophäen, verliehen durch die International Spirits Challenge, die 50 besten Vodka Awards und der Spirits Business’ Vodka Masters in den Kategorien „Osteuropa“, „Design und Verpackung“, „Geschmack“, „Weichheit“ und „Super Premium“. Im Jahr 2013 verliehen die ISC-Awards dem Belvedere den Grand Master für „consistency in excellence“ in Anerkennung der Tatsache, dass er inzwischen mehr Auszeichnungen erhielt als jede andere Marke seit Gründung der Vodka Masters im Jahr 2009. Im September 2014 klassifizierte Proof66, Aggregator verschiedener internationaler Bewertungsagenturen, den Belvedere als „Reihe 2“-Spirituose.

### The Spirits Business annual „Vodka Masters“
2009
- Belvedere Citrus – Kategorie „Osteuropa“: Master
- Belvedere Intense – Kategorie „Osteuropa“: Gold
- Belvedere Intense – Kategorie „Design und Verpackung“: Gold

2010
- Belvedere Vodka – neue Kategorie „Weichheit“: Gold

2011
- Belvedere Vodka – Kategorie „Osteuropa“ und „Weichheit“: Gold

2012
- Belvedere Vodka – Kategorie „Osteuropa“ und „Weichheit“: Gold

2013
- Consistency in Excellence – Grand Master
- Belvedere Unfiltered – Kategorie „Super Premium“: Master
- Belvedere Unfiltered – Kategorie „Osteuropa“: Gold
- Belvedere Vodka – Kategorie „Osteuropa“, „Weichheit“ und „Super Premium“: Gold
- Belvedere Citrus – Kategorie „Super Premium“: Gold[6]

### The 50 Best Vodka Awards
2010
- Belvedere Bloody Mary – Kategorie „Fruchtiger Wodka“: Doppelgold
- Belvedere Pink Grapefruit – Kategorie „Fruchtiger Wodka“: Silber
- Belvedere Citrus – Kategorie „Fruchtiger Wodka“: Silber

2012
- Belvedere Unfiltered: Gold

2013
- Belvedere Vodka: Gold
- Belvedere Unfiltered: Gold
- Belvedere Pink Grapefruit: Doppelgold
- Belvedere Citrus: Gold
- Belvedere Bloody May: Gold
- Belvedere Lemon Tea: Gold[7][8][9]

### International Spirits Challenge
2013
- Belvedere Vodka: Trophäe, Gold
- Belvedere Black Raspberry: Trophäe, Gold
- Belvedere Unfiltered: Silber
- Belvedere Citrus: Silber

2014
- Belvedere Vodka: Trophäe, Gold
- Belvedere Unfiltered: Trophäe, Gold
- Belvedere Intense: Gold[10]